# Francisco Alcántara
Francisco Alcántara Jurado (Pedro Abad, 27 de marzo de 1854-Madrid, 9 de marzo de 1930) fue un humanista, pedagogo, crítico de arte y ceramista español, inicialmente relacionado con la Institución Libre de Enseñanza y el krausismo. Su amor a la alfarería y los procesos cerámicos se vieron premiados con la fundación en Madrid de la Escuela de Cerámica que hoy lleva su nombre.

## Vida y obra
Nacido en el seno de una familia acomodada, en su juventud ingresó en la Escuela Provincial de Bellas Artes de Córdoba donde coincidió con otros futuros artistas como Muñoz Lucena o los hermanos Rafael y Julio Romero de Torres, cuyo padre, Rafael Romero Barros, era el director de la misma.
Más tarde, ya en Madrid, se licenció en Derecho y en Filosofía y Letras, integrándose en el círculo de seguidores de Francisco Giner de los Ríos y las actividades de la Institución Libre de Enseñanza. De ese periodo es su amistad con José Ortega Munilla (cuyo hijo, José Ortega y Gasset, se refirió luego a Alcántara como "mi maestro").

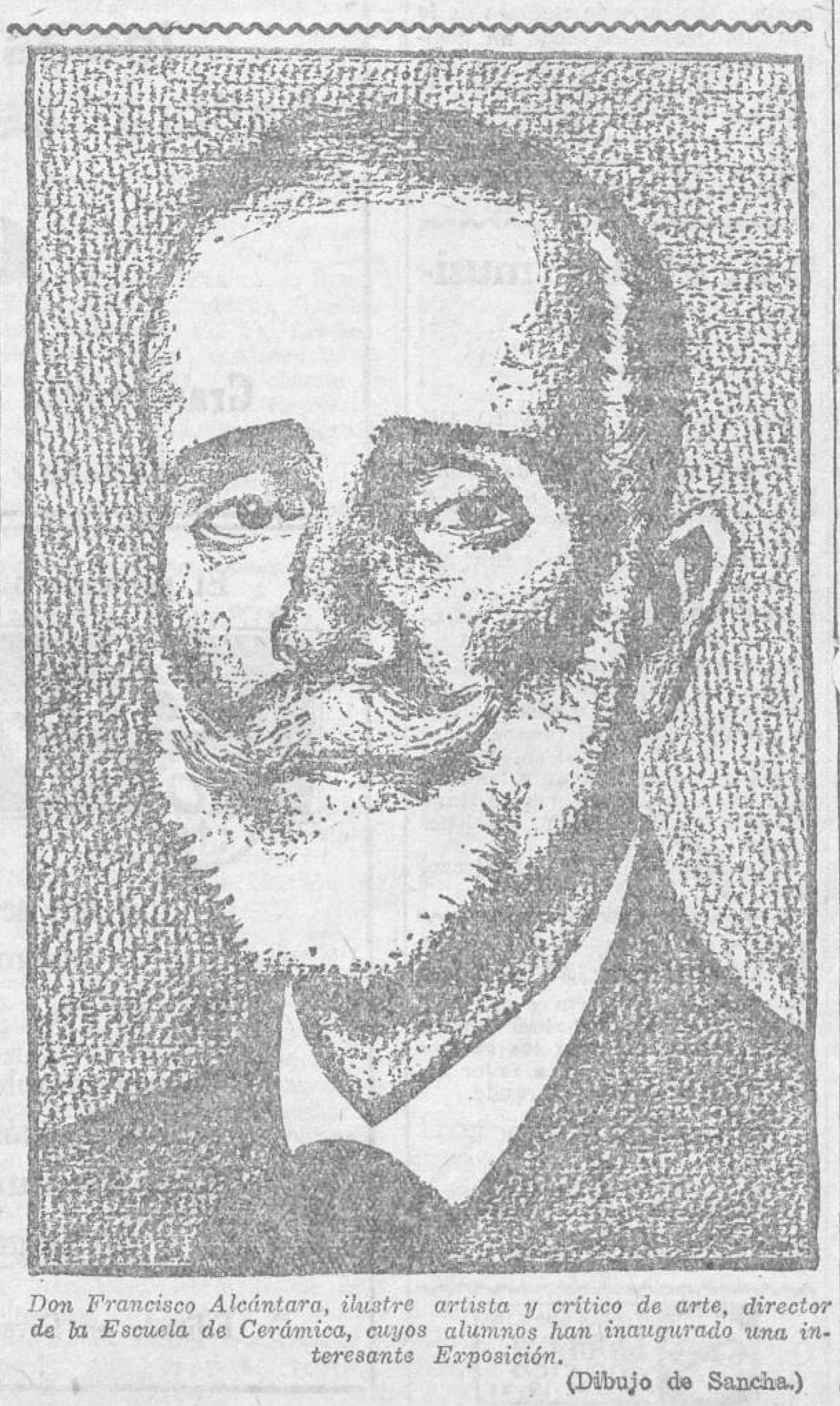
Retratado por Sancha (1927)

En 1882, comprometido con la causa regeneracionista, participó en el Primer Congreso Nacional de Pedagogía. Fue profesor de la Escuela de Artes y Oficios Artísticos de Madrid y participó como jurado en las Exposiciones Nacionales de 1892, 1897 y 1899 y como secretario en la de 1895. 
Siendo ministro de Instrucción Pública su paisano Julio Burell, Alcántara lograría uno de sus proyectos favoritos: la creación en el Madrid de 1911 de las Escuelas de Cerámica y de Artes Gráficas. En los siguientes años compartió el cargo de jefe de protocolo del Ayuntamiento de Madrid con el de director de la Escuela de Cerámica, que en 1928 traspasó a su hijo Jacinto Alcántara.
A lo largo de su vida colaboró como crítico de arte en diarios y revistas como El Globo, Nuevo Mundo, Blanco y Negro, El Imparcial, El Sol, La Esfera, La Justicia y la Revista de España, a menudo con los seudónimos de «Expladián» y el «Estudiante Españoleto».
El 15 de diciembre de 1927, ya al final de su vida, el Ayuntamiento de Pedro Abad lo nombró hijo predilecto de la villa, dedicándole una calle y una lápida en su casa natal. Falleció dos años y medio después, a los setenta y cinco años de edad.